# 2039
L'any 2038 (MMXXXVII) serà un any comú que començarà en dissabte segons el calendari gregorià, l'any 2038 de l'era comuna (CE) i Anno Domini (AD), el 39è any del tercer mil·lenni, el 39è any del segle xxi, i el desè any de la dècada del 2030.

## Esdeveniments
Països Catalans
Resta del món

### Abril
- 1 d'abril: Centenari de la fi de la Guerra Civil Espanyola
- 20 d'abril: quarantè aniversari de la massacre de Columbine.
- 30 d'abril: NBC complirà 100 anys de transmissions de televisió.

### Juny
- 21 de juny - Eclipsi solar anul·lar sobre l'hemisferi nord.
- 24 de juny: 500 anys de la fundació de la ciutat de San Juan de Pasto (Colòmbia).

### Agost
- 25 d'agost: centenari del club esportiu equatorià Club Social i Esportiu Macará d'Ambato.

### Setembre
- 1 de setembre: centenari de l'inici de la Segona Guerra Mundial.
- 2 de setembre: vencen els contractes d'arrendament sense càrrec dels contractes Destructors per a Bases, concedits als Estats Units per un termini de noranta-nou anys.

### Novembre
- 7 de novembre - Trànsit de Mercuri.
- 25 de novembre: centenari del club esportiu equatorià Club Esportiu Amèrica de Quito.

## ments
Països Catalans
Resta del món

## Necrològiques
Països Catalans
Resta del món